# NGC 2930
NGC 2930 је спирална галаксија у сазвежђу Лав која се налази на NGC листи објеката дубоког неба.
Деклинација објекта је + 23° 12' 13" а ректасцензија 9h 37m 32,6s. Привидна величина (магнитуда) објекта NGC 2930 износи 14,2 а фотографска магнитуда 15,1. NGC 2930 је још познат и под ознакама MCG 4-23-18, CGCG 122-35, WAS 1, PGC 27404.